# 京阪グループ共通バスカード
京阪グループ共通バスカード（けいはんグループきょうつうバスカード）は、かつて発行されていた、京阪バス・京阪京都交通・京都京阪バスで利用できる金額式バスカードであった。
本項では当カードの前身である京阪バス専用カード、事実上後続の京阪バスポイントサービス（ICOCA）についても記述する。

## 沿革
1999年10月1日より山科営業所管内より導入された。発売当初は、1,000円（利用可能額1,100円。以下括弧内に利用可能額を記す）・3,000円（3,300円）・5,000円（5,600円）・昼間割引3,000円（3,700円）・小児1,000円（1,100円）の5種類が発売されていた。
翌2000年10月1日、カード利用可能エリアを大阪府下に拡大。但しこの時点では交野営業所と支所管内は含まれていなかった。同管内に導入されたのは2002年1月15日である。これにより京阪バスでは、大津営業所管内を除きカードの利用が原則的に可能となる。
2002年3月1日、旧・京阪宇治交通（現在は京阪バスに合併）は男山営業所にノンステップバスを6台導入し、その車両のみ先行的にスルッとKANSAIの利用が可能となり、同年10月1日より同営業所の全路線でスルッとKANSAIの利用が開始された。2003年3月1日、京阪シティバスでスルッとKANSAI・京阪バス専用カードの取り扱いを開始した。
同年10月1日、京阪バス・京阪シティバスと旧・京阪宇治交通との間でカードを共通化（旧・京阪宇治交通では自社発行によるカードの導入も実施）する事になり、京阪バス専用カードは「京阪グループ共通バスカード」（略称:京阪グループバスカード）に改称した。従来の京阪バス専用カードも旧・京阪宇治交通の路線でも利用可能である。この際、新しく2,000円（利用可能額2,200円）カードの販売が開始され、昼間割引3,000円カードに付いては割引率を引き上げ、価格は据え置きで利用可能額を3,700円から4,000円に変更した。尚このカードの導入により旧・京阪宇治交通では回数券が廃止され、京阪バスも回数券の発売箇所を営業所・案内所・委託発売所・バス車内から案内所のみに縮小し、2010年6月1日に廃止された。
また同年12月1日より、旧・京阪宇治交通田辺（現在は京阪バスに合併）及び京阪宇治バスでも利用が開始された（同時に両社とも回数券が廃止される）。
2008年3月1日より、京阪京都交通でも利用が開始された。同社でも回数券は廃止された。
2010年12月1日より、これまで唯一使用出来なかった大津営業所管内にもカードリーダーが導入されることにより、使用可能となった。
2011年6月1日発売分より昼間割引3,000円カードの割引率を2003年9月30日以前と同額に戻し、5,000円カードの割引率も額に直して100円分引き下げた。
2014年4月1日、京阪シティバスと京阪宇治バスが合併し、京都京阪バスとなった。
2017年9月30日に発売終了、2018年1月31日で利用も終了し、廃止された。
京阪バス・京阪京都交通・京都京阪バスで利用可能であったが、京都バス・江若交通では利用出来なかった。

## 現行発売カードの種類
普通バスカード
- 1,000円（1,100円分利用可能）
- 2,000円（2,200円分利用可能）（販売終了）
- 3,000円（3,300円分利用可能）
- 5,000円（5,500円分利用可能）
- 昼間割引バスカード3,000円（3,700円分利用可能）
  - 10時～16時の乗車時に利用可。
- こどもバスカード1,000円（1,100円分利用可能）
  - 小児及び・障害者割引に利用可。

京阪グループ共通バスカードのデザインは何度か変更されている。2007年12月発行分より、京阪バス高速路線及び京都定期観光バスの広告が掲載されているものもあった。
記念カードを発売する場合がある。

## 当時の発売箇所

### 京阪バス
各営業所、案内所、松井山手駅前リムジンセンター、樟葉駅定期券売場、一般路線バス車内、委託発売所などで発売。

### 京阪京都交通
西京・亀岡の両営業所、案内所、委託販売所で発売。

### 京都京阪バス
八幡営業所及びバス車内、委託発売所で発売。

## 利用不可路線

### 京阪バス
コミュニティバスやわた（2018年4月1日より京都京阪バスに移管）、枚方市内100円バス、高速バス、リムジンバス、一部臨時路線等（ダイレクトエクスプレス直Q京都号、山科急行は利用可）

### 京阪京都交通
高速バス、美山ネイチャー号、明治国際医療大学線

### 京都京阪バス
高速バス、立命館大学(BKC)線

## 裏面の印字
裏面には、利用月日（4桁の数字、年は表示されない）だけでなく、営業所名を示すカナ（2字）と車両番号（4桁の数字）が印字される（例:京阪宇治バスの場合、0613 ウタ9337 3980と印字の場合は、京阪宇治バス京田辺営業所のN-9337に6月13日に乗車、残額3980円を表す）。京阪バスでは、こうした情報が掲載されることにより、車内忘れ物の問い合わせなどの際にも便利であるとしている。

## 京阪バスポイントサービス（ICOCA）
京阪グループ共通バスカードが発売終了及び、利用終了の代替サービスとしてICOCA利用者向けの登録制ポイントサービスを2017年4月1日より開始した。
このポイントサービスは京阪グループ共通バスカードと同様、京阪グループのバス全線で利用可能である。なお、還元率は一律10%となる。
ICOCAポイントサービスを利用するには、インターネット・京阪バスの案内所・営業所の窓口で、ポイントサービスを適用出来る。
インターネットで登録する場合は、ICOCA裏面番号・必要事項を専用ウェブサイトに入力するか、京阪バスの案内所・営業所等の窓口で登録する場合は、ポイントサービスを適用させたいICOCA持っていき必要事項を記入すると、ポイントサービスが適用される。このサービスが適用されるのは、ICOCAを登録した翌日の初発からである。このポイントサービスは最終利用日から1年間有効で、1年間を過ぎるとポイントサービスのポイントが失効するとともに、会員資格も失効する。貯めたポイントは基本的に運賃以上のポイントがたまり次第、自動でポイント精算という形になる。
また、バスカードの様に複数人の運賃もICOCAポイントサービスを適用したICOCAで支払い可能である。